# Teslabol

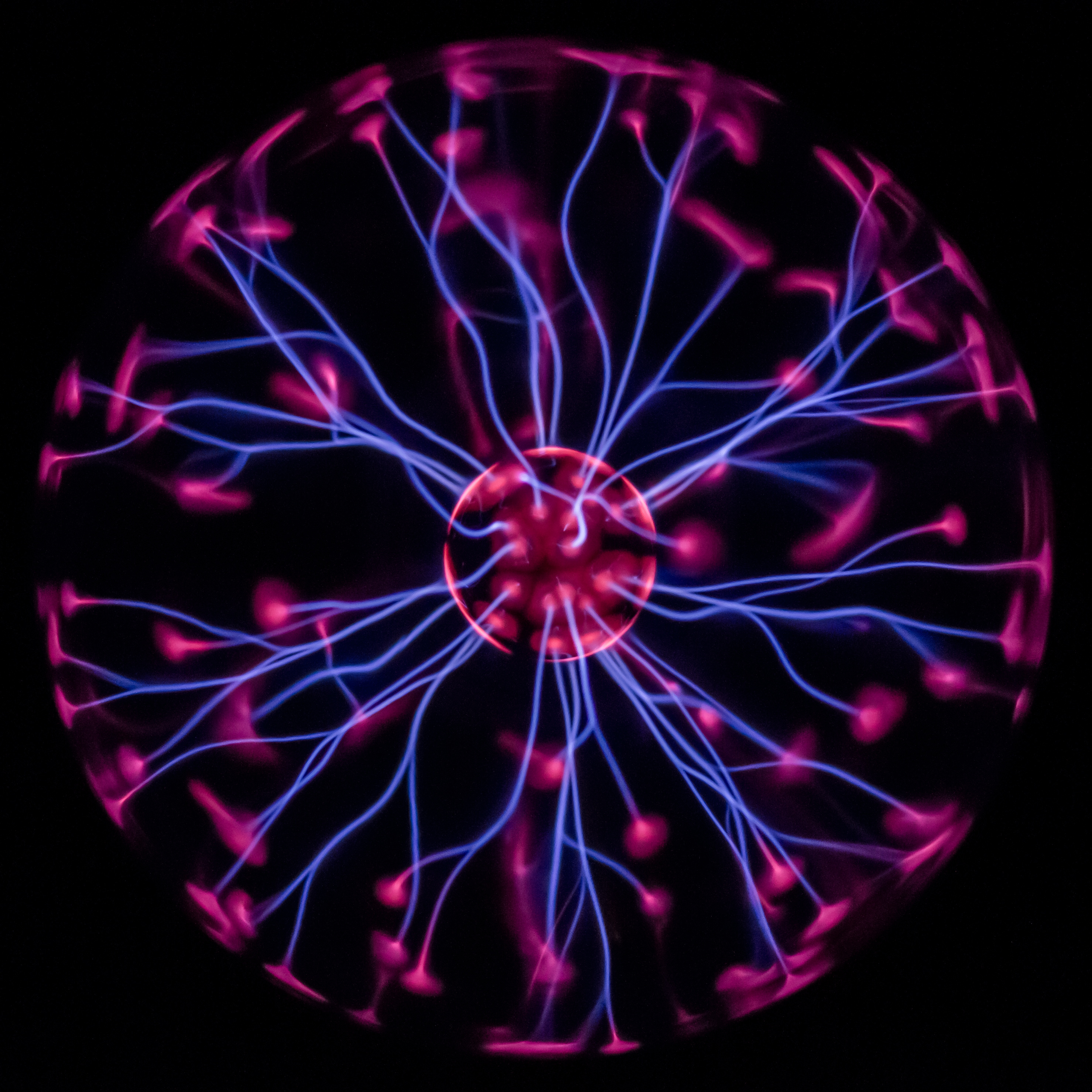
Een teslabol met plasmabundeltjes die vanuit het midden van de bol naar de buitenkant lopen.

Een teslabol of plasmalamp is een doorzichtige glazen bol die gevuld is met een mengsel van verschillende (edel)gassen met een hoogspanningselektrode midden in de bol. Plasmabundeltjes die vanuit het midden naar de buitenkant van de glazen bol lopen en die doorlopend bewegen door een combinatie van convectie en onderlinge elektrische interactie, veroorzaken een veelheid van gekleurde lichtstralen. Als men met de vinger de buitenkant van de bol benadert of aanraakt, verandert ter plaatse de elektrische capaciteit, waardoor de plasmabundels de neiging hebben ernaartoe te bewegen. Teslabollen waren vooral populair als een nieuwigheid in de jaren 80.
De teslabol is uitgevonden door Nikola Tesla na zijn experimenten met hoogfrequente elektrische stromen in vacuüm, glazen bollen voor het bestuderen van hoogspanningsverschijnselen. De nieuwste versie hiervan werd voor het eerst gemaakt door Bill Parker. Tesla noemde zijn uitvinding een edelgasontladingsbuis.

## Werking
De bol is meestal gevuld met een mengsel van argon, neon en stikstof, dat onder een lage druk staat. De bol werkt met een hoogfrequente wisselspanning van ongeveer 20 kHz en enkele kilovolt. Een kleine kogel in het midden dient als elektrode.
Bij het aandoen van de bol worden de elektronen en ionen door foto-emissie of ioniserende straling in het radiaal gerichte veld versneld. De lichtere elektronen krijgen al snel voldoende energie, waardoor ze door botsingen voor verdere ladingsdragerparen zorgen. Door botsingen en recombinatie, een natuurkundig proces waarbij een positief geladen atoom of molecuul een elektron opneemt, ontstaat het karakteristieke oplichten (zie corona-ontlading en gloei-ontlading).
De hoge spanning kan worden opgewekt door een elektronische oscillerende schakeling en een transformator in de sokkel van de bol. Voor de voeding is een batterijtje voldoende.

## Kleur
De kleuren van het plasma zijn afhankelijk van de druk in de bol, de gebruikte elektrische frequentie en het gebruikte gas(mengsel):
- Helium: blauw-purper, geel-oranje
- Neon: rood-oranje
- Argon: aan de basis purper-lavendel en aan de top oranje
- Krypton: grijs, geel
- Xenon: blauw
- Lucht: purper met blauwrose punten
- Stikstof: purper
- Koolstofdioxide: wit
- Kwik of kwikdamp: ultraviolet – zeer gevaarlijk voor de ogen, omdat het ultraviolette licht onzichtbaar is. Aan de basis blauw en groen aan de uiteinden
- Aluminium: groen-blauw
- Zuurstof: blauwachtig heldergroen

De kleuren bij een combinatie van verschillende gassen:
- Neon (95%) en xenon (5%): roze en blauw
- Neon (95%), xenon (2,5%) en krypton (2,5%): groen en oranje
- Argon en stikstof: purper
- Argon, stikstof en krypton: purper lavendel met blauwe punten
- Helium en neon: rood en oranje
- Xenon, krypton en argon: blauw
- Neon (99,5%) en argon (0,5%): violet en oranje